# Мишин
Ми́шин — село в Україні, у Нижньовербізькій сільській громаді Коломийського району Івано-Франківської області. Населення становить 2846 осіб.

## Розміщення
Село розміщене за 10 км на південь від міста Коломия, у долині річки Лючка на обидвох її берегах. На сході села розміщене плоскогір'я, що простягається від села Нижній Вербіж попри Мишин на південь до села Ковалівка. На заході — гірський масив з найвищою точкою села 340 м.
Сучасне село має 2 церкви храм св. мч. Параскеви-П'ятниці (1837). Настоятель — митр. прот. Миколай Атаманюк, храм св. рівноап. княгині Ольги (2021). Настоятель митр. прот. Роман Лазарук, школу, дитячий садок, відділення зв'язку та медичний пункт.
Через село тече річка Керлибага, ліва притока Лючки.

## Місцеві назви
На правому березі річки Лючка виділяють такі кутки:
- Гора
- Крушник — тут були великі зарості крушини
- Луцітка
- Підлипки
- Смола — у 1961 році тут виливали гарячу смолу
- Фабрика — у XIX ст. тут вівся видобуток кам'яного вугілля
- Шахта — на шахті № 7 видобували вугілля у 1940-60-их роках

У центрі села виділяють такі кутки:
- Горішній Кут
- Долішній Кут
- Центр

На лівому березі знаходятьсі такі кутки:
- Багно
- Дубове
- Лаз
- Морічка

## Історія
Перша згадка про село датується 1373 роком, де воно згадується у польських працях, а саме «Miszin pro loctione villae». Заселення почалось з півночі (Долішній Кут), де існувало стародавнє місто Підлипки. Місто мало дерев'яну церкву, яку спалили монголи. Вдруге село згадується вже 1416 року як поселення, з якого люди звозили до Коломиї, де була солеварня, сировицю. У податковому реєстрі 1515 року документується 5 ланів (близько 125 га) оброблюваної землі та ще 3 лани тимчасово вільної. Інші згадки — 1515 (Myzyn), 1579 (Misin), 1670 (Myszyn), 1765 (Myzsyn), 1885 (Myszyn), 1886 (Мышин), 1889 (Andreas Mysza), 1947 (Мишин). Через територію села проходив торговий шлях із Київської Русі до Візантії та Балканів (перевозили мед, сіль, метал, деревину, вовну), пізніше караванний (кінний та піший) шлях з Києва до Карпат, ще пізніше — пролягала Цісарська (Повітова) дорога.

### Походження назви
Про походження назви села існує кілька легенд:
- Біля села Нижній Вербіж було стародавнє місто Підлипки, заселене з часів трипільської культури. Населення займалось рільництвом та скотарством. Поселення розросталось і люди поступово почали заселяти заплави лівого берега річки Лючка. Там засівали поля хлібом, але злісними шкідниками нових земель стали миші, які знищували врожаї.
- Біля стародавнього міста Підлипки, на півночі сучасного села, проходила жахлива битва, по закінченні якої було зруйноване все місто і на полі була велика мішанина вбитих людей та частин будівель.

## Населення

### Мова
Розподіл населення за рідною мовою за даними перепису 2001 року:
| Мова       | Кількість | Відсоток |
| ---------- | --------- | -------- |
| українська | 2841      | 99.82%   |
| російська  | 4         | 0.14%    |
| румунська  | 1         | 0.04%    |
| Усього     | 2846      | 100%     |

## Люди

### Уродженці
- Боєчко Марія — українська письменниця, поетеса, авторка пісень, журналіст, видавець.
- Василь Петрук — художник, відомий в Європі і майже невідомий Україні.
- Кавацюк Іван — учасник дуету «Писанка»
- Тимофіїв Михайло (1944) — український фольклорист, виконавець на народних музичних інструментах, відмінник освіти України (2007), заслужений майстер народної творчості України (2009).
- Василь Попадюк — перший народний артист з Коломийщини.
- Миронюк Михайло Васильович — відомий різьбяр.
- Микола Сорич — директор Мишинської дев'ятирічної школи (ЗОШ 1-2 ступенів), учасник виставок картин самодіяльних художників (1967, 1970), автором книги «Історія Мишина» (2000)
- Василь Гекер - соліст, Укрконцерту, заслужений артист України.

### Перебували
У Мишині побувало багато відомих людей, а саме М. Грушевський, К. Трильовський, В. Кобринський, М. Коцюбинський, Г. Хоткевич, М. Павлик, В. Гнатюк, М. Черемшина.

### Пов'язані з селом
- у 1880 році тут був заарештований Іван Франко.
- у 1853–1901 роках жив відомий священик Йосафат Кобринський.